# Litiskontestation
Die Litiskontestation (lat. litis contestatio; „gerichtliche Streitbezeugung“) ist eine Prozessrechtsfigur mit Wurzeln im altzivilen römischen Recht. Sie bezeichnet die Feststellung des Streitgegenstandes durch den Gerichtsmagistraten, zumeist dem Prätor. Sie erfolgte nach Erwiderung des Beklagten auf die ihm gegenüber erhobene Klage. Nach Bekanntgabe der Klage (editio actionis) wurde der Beklagte dazu aufgerufen, vor Gericht zu erscheinen (in ius vocatio) und Stellung zu beziehen. Er konnte auf die Klage erwidern, zumindest hatte er sich formell auf das gerichtliche Verfahren einzulassen. Den Abschluss dieses Verfahrensabschnitts (in iure) bildete die Feststellung des Streitgegenstandes, die Litiskontestation. Im anschließenden Gerichtsprozess wurde vor dem Prozessrichter Beweis erhoben und die gerichtliche Entscheidung gefällt.

## Bedeutung im Römischen Recht
Im frühesten römischen Streitverfahren, dem Legisaktionenverfahren, hatte der Beklagte selbstverständlich an der Begründung des gegen ihn gerichteten Verfahrens mitzuwirken. Verweigerte er seine freiwillige Beteiligung an der Streitbezeugung (indefensio), so konnte er – im Rahmen der geltenden Regeln zu einem Erscheinen vor Gericht (in ius vocare), mittels persönlicher handgreiflicher Exekution (Vorführung) gezwungen werden, weil ihm ansonsten eine Strafklage (actio iniuriarum) drohte. Sobald der Beklagte sich auf den Streit einließ, auch nur die Forderung  bestritt, war das Verfahren in iure vor dem Gerichtsmagistraten (iurisdictio) abschlussfähig. Gegebenenfalls wurden in einem besonderen rituellen Modus vor der Verfahrensbeendigung noch Zeugen benannt. Die Litiskontestation war mit der abschließenden Richterbenennung dann vollends hergestellt und das Verfahren konnte beendet werden. Im zweiten Verfahrensabschnitt vor dem Iudex oder einer Richterbank (apud iudicem, apud recuperatores) kam es dann zur Parteianhörung und Beweisaufnahme, schließlich zum Urteil. Nach der Streitfestsetzung erneut erhobene Klagen wurden denegiert.
Auch im Formularprozess wurde das Verfahren mit der litis contestatio vor dem Prätor (in iure), in welchem der Streitgegenstand festgelegt wurde, beendet. Es umfasste nicht zwingend bereits die Richtereinsetzung für den Prozess (apud iudicem), dem die  Beweisaufnahme und der Urteilsspruch oblag, allerdings trat in bestimmten gesetzlich geregelten Fällen schon Klagerechtsverbrauch ein. Der Beklagte leistete (dare oportere) nicht mehr auf die gegen ihn gerichtete Forderung im zivilrechtlichen Sinne, er wurde nur noch zur Leistung an sich verurteilt (condemnari oportere). Die Litiskontestation steht insoweit begrifflich mit testatio und testamentum im Zusammenhang, eine Erklärung vor Zeugen, die – gefasst in formula – die Errichtung einer Zeugenurkunde bewirkt.
Im Kognitionsverfahren, das später den Formularprozess ablöste, erfolgte die litis contestatio durch die kontradiktorischen Sachverträge der Parteien beziehungsweise derer Vertreter. Etwaige entgegenstehende Verfahrenshindernisse, gemeint sind dilatorische oder peremptorische Einreden (exceptiones), Zuständigkeits- und Besetzungsrügen oder fehlende Prozessfähigkeit (Minderjährigkeit, Wahnsinn) der Gegenpartei, waren für das Verfahren dieses Prozesstyps bereits vorab zu klären.

## Bedeutungserhalt in der Folgezeit
In ihrer langen Geschichte hat die Litiskontestation ihre große Bedeutung für das Prozesswesen bis tief in das 19. Jahrhundert behalten. Über die Rezeption des römischen Rechts, die ab dem 12. und 13. Jahrhundert im Hochmittelalter Fahrt aufnahm, wurde sie auch ein unverzichtbarer Formalakt für das deutsche Zivilverfahrensrecht. Mit Inkrafttreten der Zivilprozessordnung (ZPO) im Jahr 1879 verständigt sich der Zivilprozess auf die gesetzlich geregelte ordnungsgemäße Ladung des Beklagten.
Die Litiskontestation weist erhebliche Ähnlichkeiten mit der deutschrechtlichen „Klagengewere“ auf, bei der es sich um eine dem Beklagten durch den Kläger kraft Prozessvertrages eingeräumte Klagebefugnis handelt. Die deutschrechtlichen Anschauungen basieren vornehmlich auf dem sächsischen Prozessrecht. Nach Auffassung der Rechtsforschung handle es sich dabei allerdings eher um eine juristische Parallelerscheinung, denn entwicklungsgeschichtliche Zusammenhänge der beiden Rechtsinstitute seien nicht feststellbar.